# Grace Wisnewski
Grace Cecilia Wisnewski (* 28. Juni 2002) ist eine neuseeländische Fußballspielerin.

## Karriere

### Verein
Im Oktober 2021 wechselte Wisnewski von den Hamilton Wanderers in die A-League zu Wellington Phoenix.

### Nationalmannschaft
Mit der neuseeländischen U-17 nahm sie an der Weltmeisterschaft 2018 teil und erreichte mit ihrem Team hier den dritten Platz, sie selbst steuerte drei Tore bei. Danach war sie auch für die neuseeländischen U20 im Einsatz und nahm mit dieser an der Weltmeisterschaft 2022 teil.
Ihr Debüt in der A-Nationalmannschaft gab sie am 18. Januar 2023 bei einer 0:4-Freundschaftsspielniederlage gegen die USA, als sie zur 71. Minute für Daisy Cleverley eingewechselt wurde. Ein paar Tage später wurde sie bei dem erneuten Aufeinandertreffen zur zweiten Halbzeit eingewechselt.
Wisnewski wurde zwar nicht für den Kader zur Weltmeisterschaft 2023 nominiert, jedoch als Trainingsmitspielerin der Mannschaft bei dem Turnier benannt. Hier übernahm sie den Platz von Meikayla Moore, welche zuvor abgesagt hatte.